# Мэри Форд
Мэ́ри Форд (англ. Mary Ford; настоящее имя А́йрис Коли́н Са́ммерс, англ. Iris Colleen Summers; 7 июля 1924 — 30 сентября 1977) — американская певица и гитаристка.
Начинала карьеру певицы на подпевках в ансамбле у Джина Отри, звезды кантри 1940-х годов. Популярность к ней пришла в 1950-е годы, когда она начала выступать дуэтом с её мужем, Лесом Полом, который и придумал ей псевдоним. Форд и Пол стали музыкальными суперзвёздами в первой половине 1950-х годов. В период 1950—1957 годов они выпустили 28 хитов на Capitol Records, в том числе «Tiger Rag», «Vaya con Dios» (11 недель № 1), «Mockin' Bird Hill» (top 10), «How High The Moon» (девять недель № 1), «Bye Bye Blues» и «The World is Waiting for the Sunrise». Творческий и семейный союз с Лесом Полом продолжался до 1964 года, после чего прекратила активную музыкальную деятельность.

## Биография

### Детство и юность
Родилась 7 июля 1924 года в Эль Монте, Калифорния. Её отец, Маршалл Маккинли Саммерс, был служителем протестантской церкви Назаритянина, а затем стал художником. Вся их семья была поющей. Её родители покинули Миссури, путешествуя по стране, распевая госпел и проповедуя на пятидесятнических собраниях по всей территории Соединенных Штатов. В конце концов они обосновались в Южной Калифорнии, где их услышали по KPPC-AM, первой христианской радиостанции Пасадены. Все её сестры и братья были музыкантами: Эстер, Кэрол, Флетчер, джазовый органист Брюс и композитор Боб Саммерс. Будучи ещё ученицей средней школы, Саммерс и Милдред «Милли» Уотсон (позже Милли Пейс) (1922—1976) местная девушка, выступали вместе в церквях в Пасадине, Калифорния, а позже сделали записи в стиле со старшим братом Милли, Марвином, для которого она написала несколько песен. В 1939 году Саммерс и Милли выиграли конкурс талантов в Пасадене, который судили «несколько голливудских знаменитостей, включая очень молодую Джуди Гарленд». Надеясь сделать музыкальную карьеру, Саммерс и Милли Уотсон потеряли интерес к школе, часто прогуливали занятия и в конце концов бросили школу, чтобы найти работу в кино.

### Ранняя карьера
К 1943 году Колин Саммерс вместе с Вивиан Эрлз и Джун Вайднер, сестрой гитариста-вокалиста Джимми Вайднера, игравшего в жанре вестерн-свинг, сформировали The Sunshine Girls, трио в жанре вестерн, которое подпевало Джимми Уэйкли и его трио. Они были завсегдатаями Hollywood Barn Dance, успешной еженедельной радиопрограммы Си-би-эс, транслировавшейся по субботним вечерам и организованной Фоем Уиллингом и с Клиффи Стоуном в качестве ведущего.
В 1944 году трио Sunshine Girls появилось вместе с Уэйкли в фильме «Я из Арканзаса», где они спели «You Are My Sunshine» и «Whistlin' (Walkin') Down the Lane With You» с Уэйкли.
В 1945 году, когда Эдди Дин познакомил её с гитаристом Лесом Полом, она была довольно популярной вокалисткой в программе Dinner Bell Round-Up Time на радиостанции KXLA. После того, как Саммерс покинула Sunshine Girls, чтобы работать с Лесом Полом и его трио в 1946 году, её на первое время заменила Мэрилин Майерс Таттл. После ухода Таттл, старшая сестра Саммер, Ева, пела с Эрлз и Вайднер под названием Three Rays на шоу Джимми Уэйкли на CBS.
Колин Саммерс появилась на радио-программе Джина Отри Melody Ranch CBS в качестве актрисы и вокалистки с июля по начало ноября 1946 года.
В 1946—1948 годах Саммерс была постоянной актрисой в драматической части All-Star Western Theatre, радиопрограмме, организованной Фоем Уиллингом и его Riders of the Purple Sage.

### Отношения и выступления с Лесом Полом
К 1947 году у Саммерс начались романтические отношения с Лесом Полом, чей первый брак с Вирджинией Уэбб потерпел крах. В январе 1948 года, путешествуя по шоссе 66 через Оклахому, автомобиль которым управляла Саммерс, съехал с дороги и упал на 20 футов в замерзшее русло ручья. После аварии Саммерс представилась властям как Айрис Уотсон (Iris Watson). Среди многочисленных травм у Пола был раздроблен правый локоть, и только через полтора года он снова смог играть на гитаре. После того как жена Пола Вирджиния увезла их двоих сыновей в Чикаго, Саммерс переехала к Полу в его дом на Керсон-Авеню, где она заботилась о нем, пока он восстанавливался после последствий автомобильной аварии.
К лету 1949 года Саммерс выступал под сценическим псевдонимом Мэри Форд. Чтобы не сбивать с толку её устоявшуюся музыкальную аудиторию, привыкшую к стилю вестерн, первоначально Пол назвал свою музыкального партнёршу «Мэри Лу», но позже выбрал сценическое имя «Мэри Форд» из телефонного справочника, ориентируясь на то, чтобы её имя было почти таким же коротким, как и его.
В том же году Лес Пол развёлся со своей женой и женился на Мэри Форд 29 декабря 1949, устроив «небольшую частную церемонию без особых фанфар» в Милуоки, штат Висконсин.
Вскоре после свадьбы Пол и Форд начали вместе делать радиопрограммы для NBC, в том числе "Les Paul и Mary Ford At Home", пятнадцатиминутную программу, которая предварительно записывалась, а затем транслировалась каждую пятницу вечером.
Пол и Форд делали все свои записи дома или в дороге и отправляли мастер-плёнки в "Capitol", а Пол диктовал звукозаписывающей компании, каким песням предназначено стать хитами. Пол и Форд использовали ныне повсеместную технику записи, известную как "close miking", где микрофон находится менее чем в шести дюймах от рта певицы. Это давало более интимный, менее реверберирующий звук, чем когда вокалист находится в футе или больше от микрофона. Также это подчёркивало низкочастотные звуки в голосе. Результатом стал стиль пения, который сильно отличался от более ранних стилей, таких как вокал в музыкальных комедиях 1930-х и 1940-х годов.
После длительных гастролей и записи, пара решила покинуть Голливуд и переехала в Нью-Йорк, чтобы перейти с радио на телевидение. Они сняли тесную квартиру в бывшем нью-йоркском районе пола, где они задумали и записали свою аранжировку «How High The Moon», жесткую многослойную композицию, содержащую двенадцать наложений с использованием гитары и голоса Мэри Форд. В Capitol первоначально не захотели выпускать эту песню, на после того, как несколько выпущенных на Capitol синглов, в том числе «Tennessee Waltz» и «Mockin 'Bird Hill» стали успешными, в марте 1951 года был выпущен и «How High The Moon». В течение месяца «How High The Moon» и «Mockin' Bird Hill» захватили первое и второе места Your Hit Parade. Вообще 1951 год стал для Форд и Пола исключительно удачным. Они заработали 500 000 долларов и записали больше хитов, попавших в top 10, чем Бинг Кросби, Фрэнк Синатра и сёстры Эндрюс вместе взятые. Они также сравнялись с Патти Пейдж по продажам пластинок, продав более шести миллионов записей с января 1951 года.
Пол купил Кадиллак, чтобы использовать его для поездок в своих возраставших гастрольных турах чтобы увеличить количество места для всего их электронного оборудования. Они также купили дом в лесу в Мауа, штат Нью-Джерси, в горах Рамапо. Их особняк включал студию звукозаписи и эхо-камеру, вырезанную из соседней горы. В сентябре 1952 года, после записи «I’m Sitting on Top of the World», Форд и Пол отплыли в Лондон, чтобы выступить в театре Палладиум, где они дебютировали перед королевой Елизаветой II и королевской семьёй. В 1952 году их инновационное звучание было спародировано Стэном Фребергом в его кавер-версии «The World Is Waiting for the Sunrise».
В 1953 году пара записала «Vaya con Dios», самую продаваемую песню в своей карьере, которая была выпущена в июне 1953 года, вошла в чарты "Billboard" 13 июня 1953 года и достигла первого места 8 августа, оставаясь там в общей сложности девять недель. Всего песня продержалась тридцать одну неделю в чарте, а также достигла первого места в чарте Cash Box. После этого успеха «Vaya con Dios», в 1953 году пара начала вести шоу Les Paul and Mary Ford, их собственную ежедневную телевизионную программу, транслируемую из их дома в Мауа. Шоу, которое длилось пять минут и спонсировалось Listerine, шло с 1953—1960 годы на телевидении NBC и в синдикации. В 1955 году они дали концерт в Карнеги-Холле, а в 1956 году пара выступила в Белом доме перед Эйзенхауэром.
В 1956 году Форд ненадолго рассталась с Полом, когда она сбежала в Амарилло, штат Техас.
Появившийся в начале 1955 года рок-н-ролл и в конечном итоге угрожал популярности многих исполнителей, и в конечном итоге Форд и Пол исчезли из чартов в к концу 1950-х годов. В июле 1958 года Пол и Форд покинули Capitol и подписали контракт с лейблом Columbia, но этот шаг не смог восстановить их угасающую карьеру, и Форд начала всё больше страдать от алкоголизма. В 1961 году они появились на пятизвёздочном юбилее NBC.
Лес и Мэри развелись в декабре 1964 года.

### Последние годы
В ноябре 1963 года Форд выпустила свой первый сольный сингл, англоязычную версию «Dominique», для «Calendar Records».
Около 1965 года Форд вышла замуж за Дональда Хэтфилда, которого она знала со средней школы, и они поселились в Монровии, штат Калифорния. Фой Уиллинг и его жена присутствовали на свадебном приеме
Иногда выступала со своими сестрами, Кэрол, Евой и Эстер. Форд и её сёстры приняли участие в качестве вокалисток на альбоме Фоя Уиллинга «The New Sound of American Folk», который был записан на звукозаписывающих устройствах их брата Бобби Саммерса в Эль-Монте, штат Калифорния, и выпущен на лейбле Jubilee.
После восьми недель диабетической комы она умерла 30 сентября 1977 года в Аркадии, штат Калифорния, от осложнений, вызванных злоупотреблением алкоголем. Ей было 53 года. Она похоронена в Форест-Лоун-Ковина-Хиллс в Ковине, штат Калифорния. Хотя её год рождения был по-разному сообщается либо 1924, 1925, или 1928, год 1924 выгравирован на ее надгробной плите, наряду с «Vaya con Dios», название одной из её самых популярных песен.

## Семья
- Отец — Маршал МакКинли Саммерс (англ. Marshall McKinley Summers; 13 февраля 1896, Риджуэй, штат Иллинойс — 5 августа 1981, Лос-Анджелес)
- Мать — Дороти Мэй Уайт Саммерс (англ. Dorothy May White Summers; 5 апреля 1897, Миссури — 22 февраля 1988, Саут-Эль-Монте, Калифорния)
- Братья и сёстры[25][26][27]
  - Byron Fletcher Summers
  - Esther E. Williams
  - Carol Jean Corona
  - Bruce Summers
  - Eva Wootten
  - Bob Summers
- Первый муж — Лес Пол (настоящее имя Лестер Уильям Полсфусс). У пары было трое детей:
  - ребенок, родившийся 26 ноября 1954 года, который умер четыре дня спустя[28];
  - Мэри Колин Пол, которую они воспитывали с 1958 года;
  - Роберт Ральф «Бобби» Пол (родился в 1959 году).
- Второй муж — Дональд Хэтфилд